# Championnats du monde de cyclisme sur piste 1966
Navigation
Saint-Sébastien 1965 Amsterdam 1967
Les championnats du monde de cyclisme sur piste 1966 se sont déroulés à Francfort, en Allemagne de l'Ouest. Au total, onze épreuves ont été disputées : 9 par les hommes (3 pour les professionnels et 6 pour les amateurs) et deux par les femmes. À cette occasion, les épreuves de vitesse amateur, de kilomètre amateur et de tandem ont été courues pour la première fois.

## Résultats

### Hommes

#### Podiums professionnels
| Compétition            | Or                       | Argent                                  | Bronze                             |
| ---------------------- | ------------------------ | --------------------------------------- | ---------------------------------- |
| Vitesse individuelle   | Giuseppe Beghetto Italie | Ron Baensch Australie                   | Sante Gaiardoni Italie             |
| Poursuite individuelle | Leandro Faggin Italie    | Ferdinand Bracke Belgique               | Dieter Kemper Allemagne de l'Ouest |
| Demi-fond              | Romain De Loof Belgique  | Ehrenfried Rudolph Allemagne de l'Ouest | Leo Proost Belgique                |

#### Podiums amateurs
| Compétition            | Or                                                                     | Argent                                                                         | Bronze                                                                             |
| ---------------------- | ---------------------------------------------------------------------- | ------------------------------------------------------------------------------ | ---------------------------------------------------------------------------------- |
| Kilomètre              | Pierre Trentin France                                                  | Paul Seye Belgique                                                             | Frans Van Den Ruit Pays-Bas                                                        |
| Vitesse individuelle   | Daniel Morelon France                                                  | Pierre Trentin France                                                          | Omar Phakadze Union soviétique                                                     |
| Poursuite individuelle | Tiemen Groen Pays-Bas                                                  | Jiří Daler Tchécoslovaquie                                                     | Giorgio Ursi Italie                                                                |
| Poursuite par équipes  | Italie Cipriano Chemello Antonio Castello Luigi Roncaglia Gino Pancino | Allemagne de l'Ouest Karl-Heinz Henrichs Herbert Honz Jürgen Kissner Karl Link | Union soviétique Viktor Bykov Mikhaïl Kolyuschev Stanislav Moskvine Leonid Vukolov |
| Demi-fond              | Piet De Wit Pays-Bas                                                   | Bert Romyn Pays-Bas                                                            | Christian Giscos France                                                            |
| Tandem                 | France Daniel Morelon Pierre Trentin                                   | Allemagne de l'Ouest Klaus Kobusch Martin Stenzel                              | Italie Walter Gorini Giordano Turrini                                              |

### Femmes
| Compétition            | Or                                 | Argent                            | Bronze                              |
| ---------------------- | ---------------------------------- | --------------------------------- | ----------------------------------- |
| Vitesse individuelle   | Irina Kiritchenko Union soviétique | Valentina Savina Union soviétique | Heidi Blobner Allemagne de l'Est    |
| Poursuite individuelle | Beryl Burton Royaume-Uni           | Yvonne Reynders Belgique          | Hannelore Mattig Allemagne de l'Est |

## Tableau des médailles
| Rang | Nation               | Or | Argent | Bronze | Total |
| ---- | -------------------- | -- | ------ | ------ | ----- |
| 1    | France               | 3  | 1      | 1      | 5     |
| 2    | Italie               | 3  | 0      | 3      | 6     |
| 3    | Pays-Bas             | 2  | 1      | 1      | 4     |
| 4    | Belgique             | 1  | 3      | 1      | 5     |
| 5    | Union soviétique     | 1  | 1      | 2      | 4     |
| 6    | Royaume-Uni          | 1  | 0      | 0      | 1     |
| 7    | Allemagne de l'Ouest | 0  | 3      | 1      | 4     |
| 8    | Australie            | 0  | 1      | 0      | 1     |
| 8    | Tchécoslovaquie      | 0  | 1      | 0      | 1     |
| 10   | Allemagne de l'Est   | 0  | 0      | 2      | 2     |
|      | TOTAL                | 11 | 11     | 11     | 33    |